# Темука
Темука (маори Temuka) — город в Новой Зеландии, на Кентерберийской равнине, в 15 километрах к северу от Тимару и в 142 километрах к югу от Крайстчерча. Он расположен у слияния рек Опиай (маори Ōpihi) и Темука (маори Temuka), в центре региона с развитым овцеводством и молочным животноводством, и обеспечивает эти отрасли животноводства необходимым сервисом, услугами и рынком сбыта. Неподалёку от города находится лес Ароухенуа (маори Arowhenua).

## История
Оригинальное название города на языке маори, «Те-уму-каха» (маори Te umu kaha), означает «место горячих печей» и берёт своё начало от земляных печей, которые маори использовали для приготовления пищи из обильно растущей здесь кордилины.
Первые европейцы поселились здесь в 1853 году к югу от реки Опиай, однако в связи с тем, что во время разливов реки поселение часто затапливалось, оно было перенесено к северу от реки Опиай. В 1858 году поселение получило статус города. В 1859 году у местных племён маори были приобретены 25 гектаров земли для дальнейшего строительства. В 1863 году город, называвшийся в то время Уоллингфорд (англ. Wallingford), был нанесён на карту.
Город был построен как вторичный промышленный центр округа Тимару. В прошлом здесь были расположены сооружения для очистки шерсти, мукомольные мельницы, сыроварня и гончарное производство. C 1930 года в Темуке было развёрнуто производство керамики, получившей известность по всей стране.
Город является родиной Ричарда Пирса (1877—1953), который был пионером авиации. В 1903 году, за девять месяцев до братьев Райт, он совершил первый полёт на аппарате тяжелее воздуха. Неподалёку от города установлен памятник Пирсу в виде копии его аэроплана.
В городе хорошо сохранились улицы начала XX века, типичные для Новой Зеландии, а также ряд старинных общественных зданий и церквей.

## Общие сведения
Через город проходит государственное шоссе 1 и главная южная линия железной дороги, по которым осуществляются основные грузоперевозки. Почти весь транспортный поток, направляющийся на север или на юг, проходит через город или рядом с ним.
Местный колледж получил своё название по названию реки Опиай. Обе реки пользуются популярностью среди местных жителей и туристов. В городе была проведена реконструкция зоны отдыха путём объединения скейт-парка с другими сооружениями и средствами отдыха, такими как плавательный бассейн, мини-гольф, поле для гольфа, нетбол, боулз и теннис. В городе также есть поля для игры в регби и футбол, стадионный комплекс и популярный парк развлечений Holiday Park.
В городе есть поле для игры в крикет, Temuka Oval (также известное как Temuka Domain). Первый официальный матч состоялся здесь в 1905 году между командами южного Кентербери и северного Отаго. На этом поле в 1978 году состоялась игра в первоклассный крикет между юношеской сборной Новой Зеландии по крикету и сборной Англии, в ходе которой сборная Англии одержала победу.
В городе действует общественный транспорт, в том числе местное такси, Temuka Taxis. Детей по школам ежедневно развозят муниципальные школьные автобусы.

## Население и демография
По данным переписи населения 2006 года, в Темуке проживало 4044 человека, и по состоянию на тот момент это был второй по величине город в южном Кентербери.

## Избирательный округ
В период с 1911 по 1946 годы в Темуке действовал избирательный округ. Он был создан для всеобщих выборов 1911 года. Первым депутатом был Томас Бакстон, представитель либеральной партии Новой Зеландии, представлявший ранее избирательный округ Джеральдин и ушедший в отставку по окончании срока в 1914 году. Чарльз Джон Талбот победил на всеобщих выборах 1914 года, но проиграл на всеобщих выборах 1919 года Томасу Дэвиду Бёрнетту, представителю реформаторской партии. Бёрнетт был депутатом от Темуки до конца своей жизни и умер в 1941 году. Джек Акланд стал депутатом от Темуки на выборах в 1942 году. В 1946 году избирательный округ был упразднён.

### Результаты выборов
Избирательный округ Темука в разное время был представлен четырьмя членами Парламента.
Легенда
  Либеральная партия Новой Зеландии
  Реформаторская партия Новой Зеландии
  Национальная партия Новой Зеландии
| Выборы | Победитель | Победитель          |
| ------ | ---------- | ------------------- |
| 1911   |            | Томас Бакстон       |
| 1914   |            | Чарльз Джон Талбот  |
| 1919   |            | Томас Дэвид Бёрнетт |
| 1922   |            | Томас Дэвид Бёрнетт |
| 1925   |            | Томас Дэвид Бёрнетт |
| 1928   |            | Томас Дэвид Бёрнетт |
| 1931   |            | Томас Дэвид Бёрнетт |
| 1935   |            | Томас Дэвид Бёрнетт |
| 1938   |            | Томас Дэвид Бёрнетт |
| 1942   |            | Джек Акланд         |
| 1943   |            | Джек Акланд         |

## Местные органы власти
В Темуке действовал собственный городской Совет, но затем власть была передана Совету округа Тимару. По состоянию на начало декабря 2013 года Совет занимался модернизацией и реконструкцией городского поселения Темука: очисткой русла рек, прокладыванием новых и ремонтом старых пешеходных дорожек, разбивкой садов и озеленением территории, строительством новых теннисных кортов, скейт-парка, а также модернизацией сферы услуг.

## Бизнес
Fonterra — местный молокоперерабатывающий завод, крупнейший в Новой Зеландии, обеспечивающий рабочими местами сотни местных жителей. Fonterra перерабатывает молочную продукцию с животноводческих ферм всего Южного острова и производит молочные продукты, в том числе на экспорт. Большое количество молоковозов Fonterra, проезжающих по местному одностороннему мосту, повлекло установку специального светофора, чтобы помочь справиться с повышенным трафиком. Владельцами Fonterra на правах акционеров являются хозяева ферм, поставляющих для неё молоко.
В Темуке размещается также одна из крупнейших транспортных компаний Новой Зеландии, Temuka Transport. Она осуществляет грузоперевозки по южному Кентербери и владеет парком из более 75 грузовиков. Компания была образована в 1967 году и имела парк в 11 грузовиков. Фирма принадлежит семье Айткен (англ. Aitken) и является ключевым игроком на рынке экспорта молочных товаров.
В городе действует компания Temuka Homeware, производящая керамическую посуду. В настоящее время старинные и традиционные предметы из керамики пользуются спросом среди коллекционеров, что поддерживает соответствующую индустрию.
Здесь находится компания New Zealand Insulators (NZI), основной поставщик изоляторов для энергетической промышленности Новой Зеландии. В Темуке располагаются штаб-квартира компании, склад и завод по производству изоляционных материалов.
В Темуке работает единственная в Новой Зеландии фабрика по производству волынок, Gannaway New Zealand, которая изготавливает волынки из коровьей, козьей и овечьей кожи и экспортирует их по всему миру.
Кроме того, в Темуке работают и другие компании: супермаркеты, магазины бытовой техники, канцелярских товаров, художественные галереи и прочие.

## Образование
В городе есть три школы: две начальных и средняя.
- Temuka Primary (начальная)[30].
- школа Святого Иосифа в Темуке (англ. St. Joseph's Temuka)[31].
- колледж Опиай (англ. Opihi College). До 2005 года колледж назывался Temuka High School[32].